# 赤田トンネル
赤田トンネル（あかたトンネル）は新潟県刈羽郡刈羽村内を経由する、1985年に開通した国道8号のトンネル。全長444m。片側1車線で歩道がある。

## 概要
- 起点：刈羽郡刈羽村赤田北方
- 終点：刈羽郡刈羽村赤田町方
- 車線数：2車線

新潟県柏崎市と刈羽郡刈羽村の境界にある曽地峠（標高130m）の真下に作られた。旧来の曽地峠はヘアピンカーブの続く区間であったため、大量輸送に適していなかった。そこで作られたのがこのトンネルである。このトンネルの開通に伴い、曽地峠は一般車両の出入りができなくなった（自転車、歩行者は立ち入り可能）。

## 歴史
- 1985年：開通。

## 旧道
- 刈羽郡刈羽村赤田北方 - 同村赤田町方：刈羽村道
  - 一般車両は全線通行止め。軽車両および歩行者のみ通行可。